# Richard Dobel
Richard Dobel war ein deutscher Bibliothekar und Dramatiker.
Bereits vor 1945 hatte er das „Lexikon der Goethe-Zitate“ angelegt; das Zettel-Manuskript wurde allerdings in Hamburg Opfer eines Bombenangriffs. Durch Vermittlung seines Kollegen und Freundes Robert Hohlbaum wurde Dobel im Zweiten Weltkrieg nach Weimar in die Landesbibliothek, heute Herzogin-Anna-Amalia-Bibliothek, versetzt. So konnte er in Weimar das Lexikon nochmals beginnen – es erschien jedoch erst nach dem Zweiten Weltkrieg in der Schweiz und nunmehr auf der Gedenkausgabe von Goethes Werken angelegt.
Dobels Goethe-Bibliothek wurde nach dessen Tod von seiner Witwe verkauft. Teile davon gelangten in die Goethe-Bibliothek Hans Sachse und mit dessen Teilnachlass unter Paul Raabe in die Herzog August Bibliothek in Wolfenbüttel.

## Werke
- Jürgen Guttruff. Drama in einem Aufzug. Verlag für Literatur, Kunst und Musik, Leipzig 1910.
- Lexikon der Goethe-Zitate. dtv, München 1999, ISBN 3-423-03361-4.